# Pietramontecorvino
Pietramontecorvino är en ort och kommun i provinsen Foggia i regionen Apulien i Italien. Kommunen hade 2 671 invånare (2017).